# Krzysztof Chrobak
Krzysztof Chrobak (ur. 3 października 1957 w Warszawie) – polski trener piłkarski.

## Życiorys
Absolwent Akademii Wychowania Fizycznego w Warszawie. 
Karierę trenerską rozpoczynał na stanowisku szkoleniowca zespołu trampkarzy Orła Warszawa. Prowadził także zespół Polonii Warszawa (roczniki 95 i 96), a następnie drużyny juniorów Polfy, Hutnika i Polonii Warszawa. W listopadzie 2002 objął pierwszy zespół Polonii.
Miał krótki okres pracy w Zniczu Pruszków, z którym przegrał baraże o prawo gry w 2. lidze. Do ekstraklasy wrócił jako asystent Macieja Skorży w Amice Wronki. Od listopada 2005 prowadził ten zespół samodzielnie osiągając z nim czwarte miejsce w lidze. W późniejszym czasie odrzucił propozycję Lecha Poznań, który chciał, by został asystentem trenera Franciszka Smudy.
Następnie współpracował w Zagłębiu Lubin z Edwardem Klejndinstem. 21 sierpnia 2006 zastąpił Dariusza Kubickiego w roli pierwszego trenera Górnika Łęczna. 17 października 2008 został zwolniony za porozumieniem stron.
Od 1 lutego 2011 prowadził drużynę Legionovii Legionowo, która występuje w III lidze, w grupie łódzko-mazowieckiej. Zastąpił na stanowisku pierwszego trenera, Piotra Topczewskiego, który otrzymał rolę asystenta Krzysztofa Chrobaka w legionowskim klubie. 13 października były szkoleniowiec Górnika Łęczna odszedł z Legionowa. Jego miejsce zajął Sebastian Dzisiewicz.
W czerwcu 2012 został asystentem Radosława Mroczkowskiego w Widzewie Łódź.
Od 12 do 31 sierpnia 2014 był tymczasowym trenerem Lecha Poznań zastępując na tym stanowisku Mariusza Rumaka.
Jego następcą w Lechu Poznań został Maciej Skorża. 
W 2016 objął stanowisko pierwszego trenera Pogoni Grodzisk Mazowiecki. Rok później przeniósł się do Polonii Warszawa, która ówcześnie borykała się z problemami finansowymi. Mimo tych problemów jego zespół toczył wyrównaną walkę o awans z Widzewem Łódź.  
Zapaść finansowa spowodowała jego odejście z klubu. W sezonie 2019/20 prowadził Polonię w rundzie jesiennej. Wiosną przeniósł się do Pogoni Grodzisk Mazowiecki. Z podwarszawskim zespołem po 2 latach pracy awansował do II ligi. Zespół nie zdołał utrzymać się w lidze i po sezonie wrócił do III ligi.  
Po rozstaniu z Pogonią objął w październiku 2022 funkcję trenera zespołu CLJ u-17 w akademii MKS-u Polonia Warszawa.  